# 紫砂壺

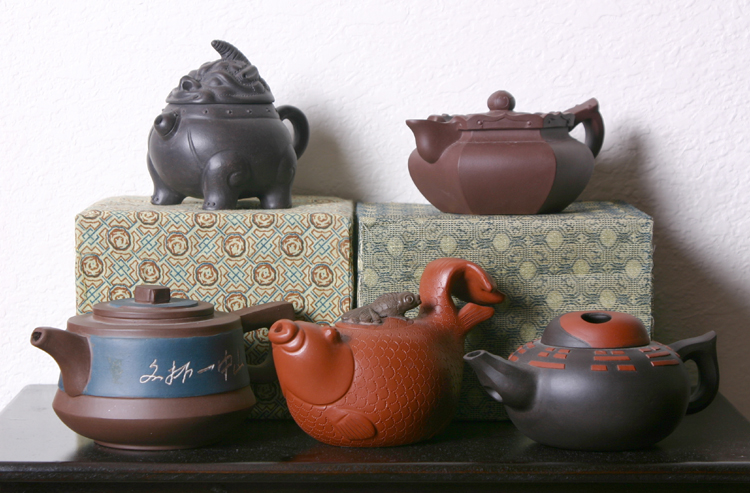
様々な紫砂壺

紫砂壺（しさこ、ズシャフゥ）は、中国茶を淹れる基本的な器である茶壺（いわゆる急須）の1種。現在の中華人民共和国江蘇省宜興で作られる茶壺は、土の素材（紫泥）から紫砂壺とよばれ、昔から珍重されている。

## 概要
素焼きの紫砂壺は茶壺の代表格とされる。保温性と通気性の両方に優れており高温の湯で淹れる発酵度の高い烏龍茶、鉄観音、プーアル茶などに向く。
淹れ方が難しいとされる茶器と言われるが、同時に美味しい中国茶が淹れやすい茶器とも言われている。
外観やデザインもあるが、茶を淹れたときに渋みやあくといった成分を除去する形状や、熱湯を注ぐ際に注ぎやすい形状になっているなど、実用の面でも優れた作りになっているのが特徴である。そのため、多くの中国茶器は紫砂壺を最高峰と位置づけし、台湾などでも紫砂壺を手本にして茶壺が作られている。

## 使い方
紫砂壺自体が茶の香りを吸収するため同じ種類の茶葉を入れ続けることで茶葉の香気や油分が浸透し時間と共に茶器が育ってゆく（「養壺」と呼ぶ）。このため、使用後の紫砂壺の洗浄には洗剤などは用いず、水で洗い流す程度にしてよく乾燥させる。
使い始めには、水で洗った後、紫砂壺で使用する予定の茶葉を入れ熱湯を注いだ状態でしばらく放置しておく。鍋に紫砂壺と紫砂壺が浸る程度の水、茶葉を入れとろ火で煮るという方法もある。
茶を淹れる場合は、あらかじめ湯で紫砂壺を温めておき、茶葉を入れて湯を満水にして蓋をする。蓋をしたときに湯があふれ出るくらいがちょうどよい湯の量である。適切な抽出の時間が経ったら、茶海に注ぎ、茶杯に移して飲む。

## 歴史
発祥は明代にさかのぼる。明代に科挙に落ちた文人たちが、茶を飲むために使っていた水注が原型であるといでわれている。明代は、茶葉を圧縮成形して固めた緊圧茶からばらばらな状態の茶葉（散茶）を用いるよう中国茶の形態が変化して行った時代でもあり、その変化に併せて出現した茶器であるといわれる。
また、官製の陶磁器と違って、さまざまな作家が作品を産み出していったのも紫砂壺の特徴と言える。明代の宜興では時大彬、恵孟臣といった後に巨匠と呼ばれる作家が紫砂壺の基礎を固め、清代には、陳鳴遠、恵逸公、陳曼生らがデザインや装飾を含めて紫砂壺そのものの完成度を高めていった。その後も王寅春、范大生といった巨匠が現れ、現代でも顧景舟、蒋蓉、李昌鴻といった作家が活躍している。

## ギャラリー

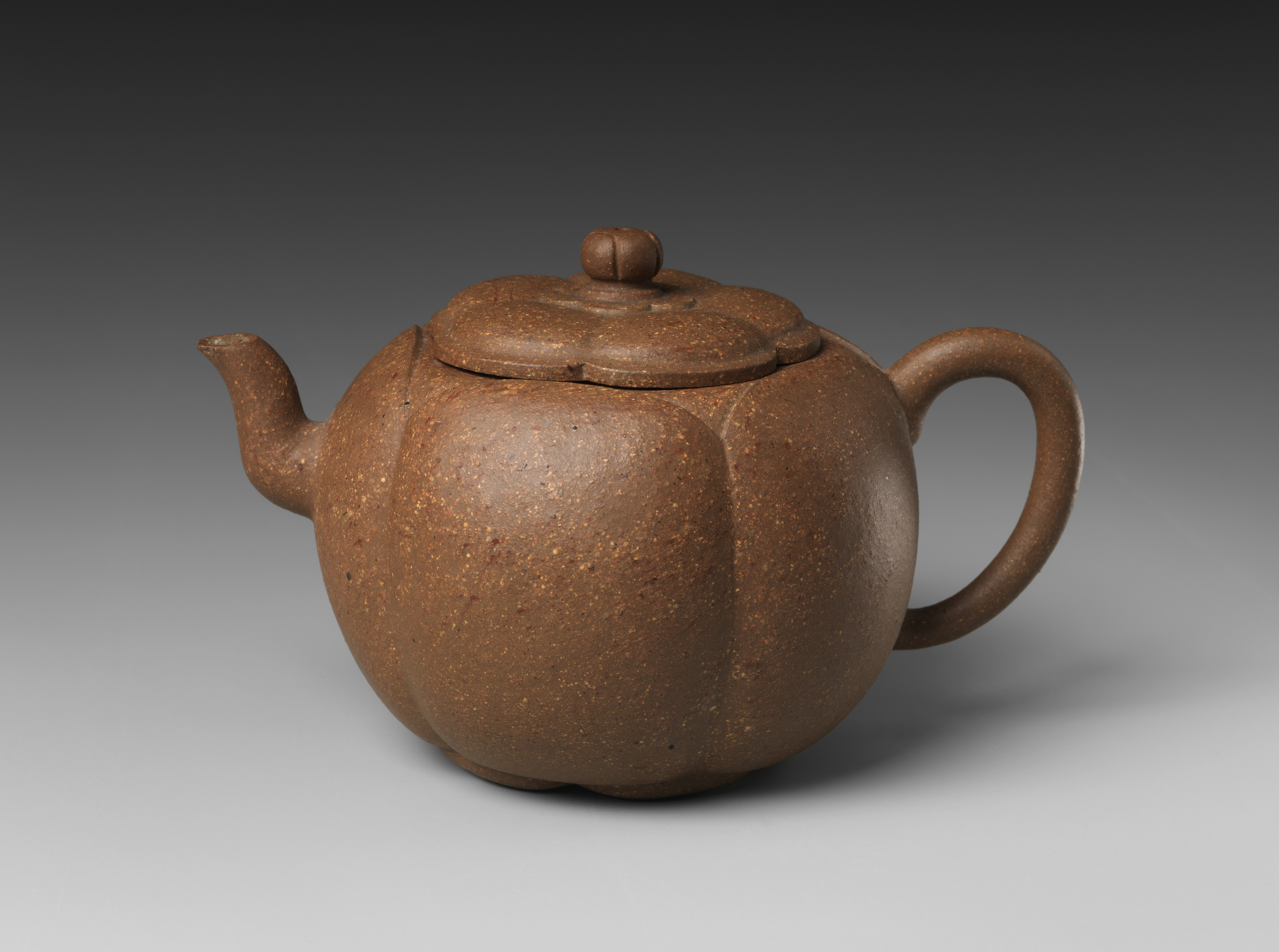
時大彬（中国語版）作 梅花壺
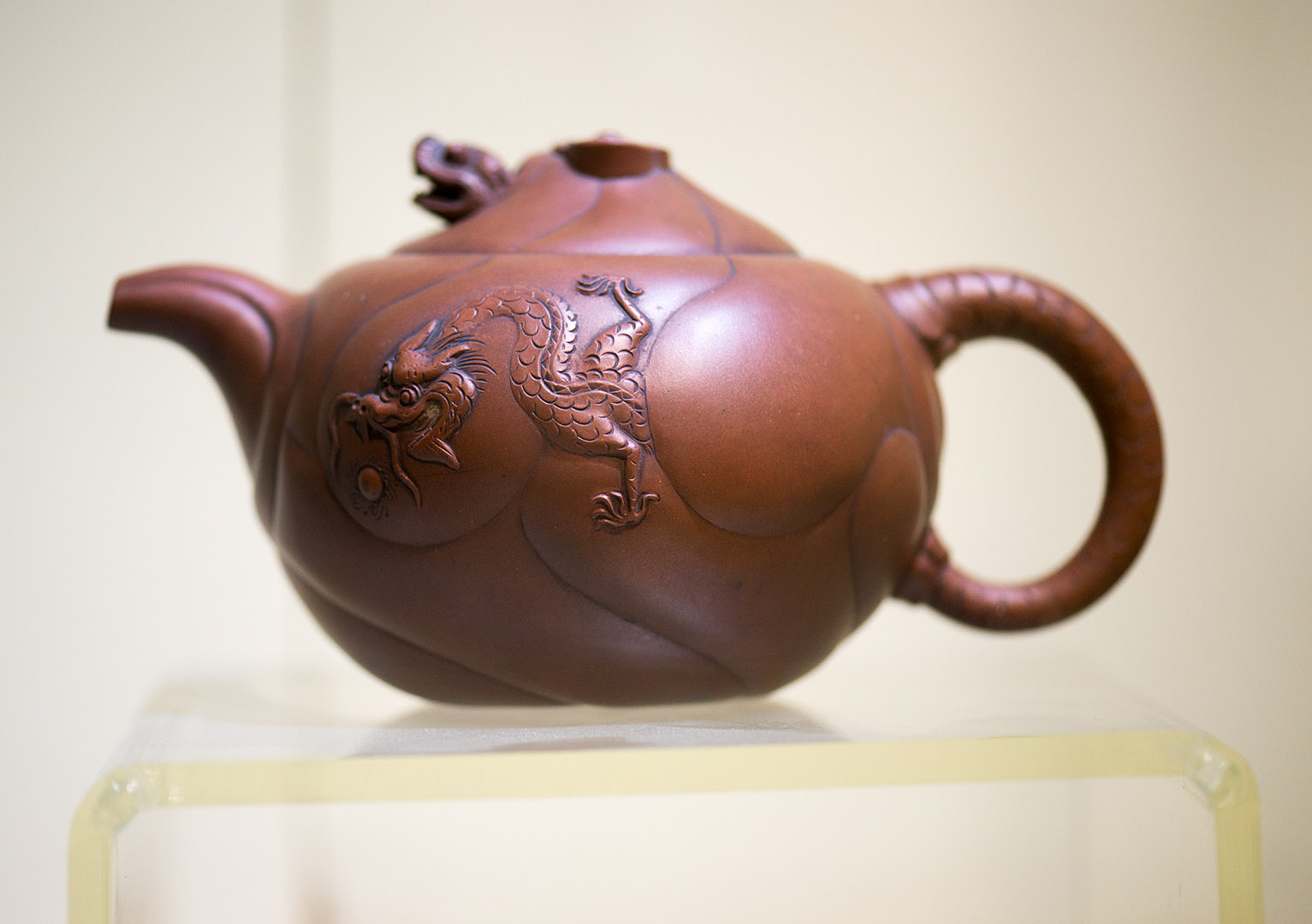
黄玉麟（中国語版）作 魚化龍壺（中国語版）
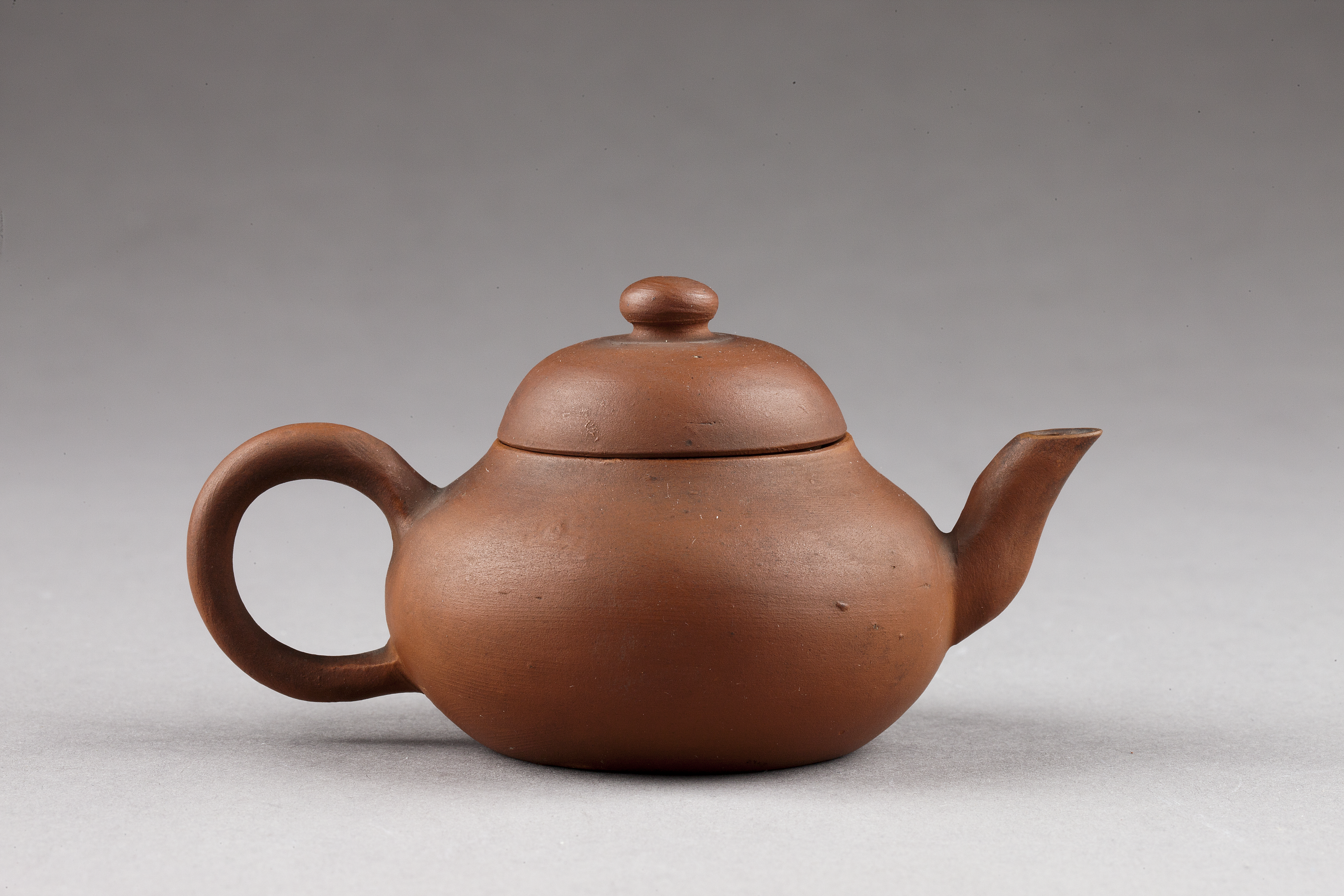
恵孟臣作 孟臣壺（中国語版）
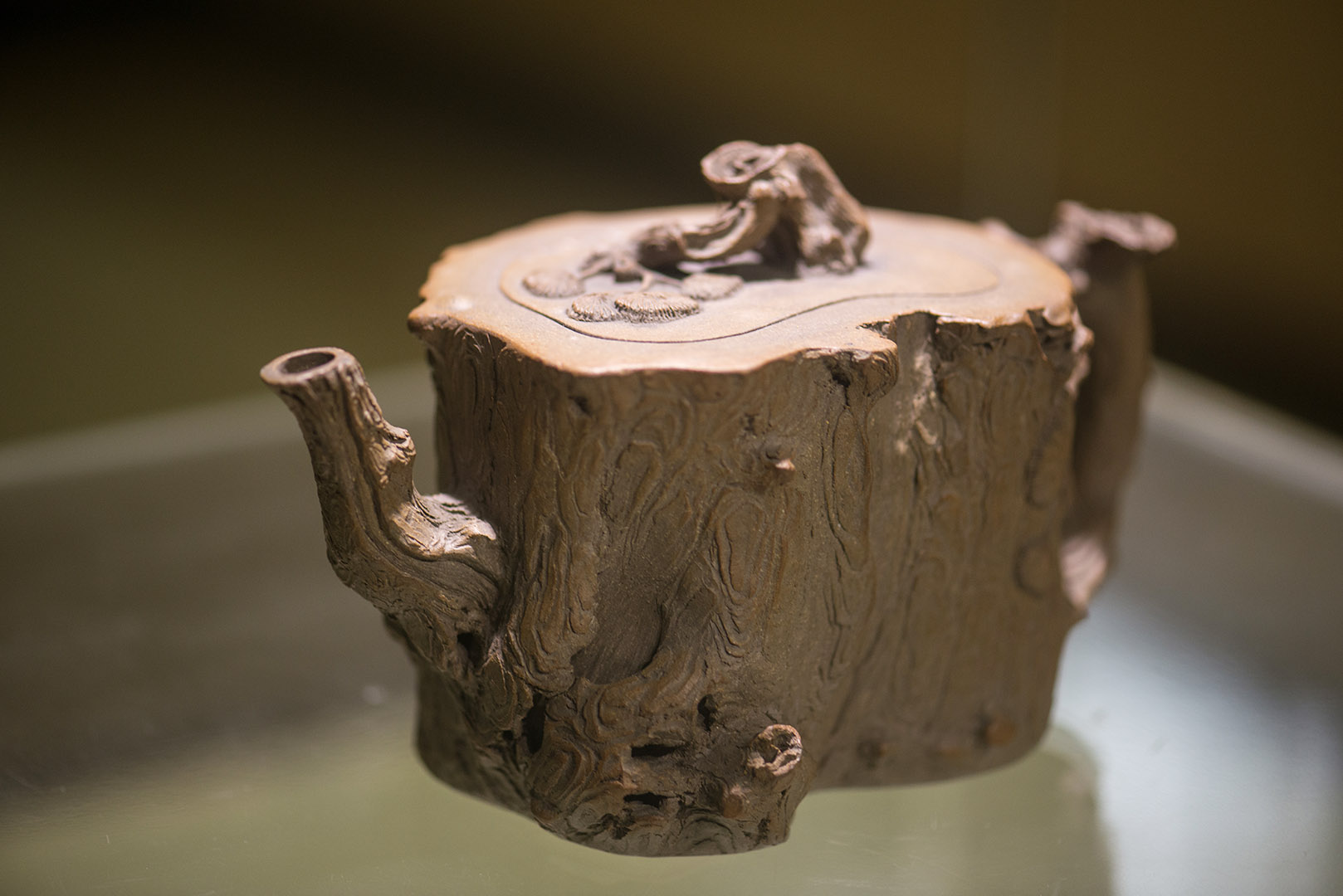
陳鳴遠（中国語版）作 松段壺
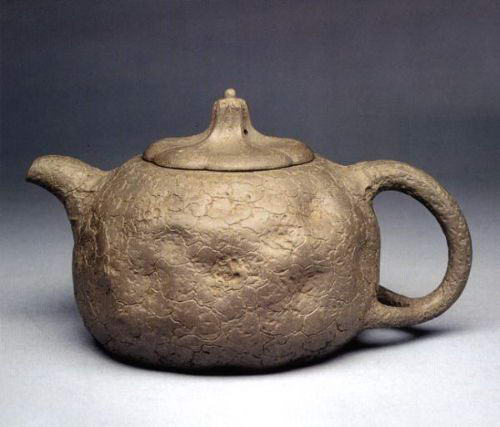
顧景舟（英語版）作 供春壺
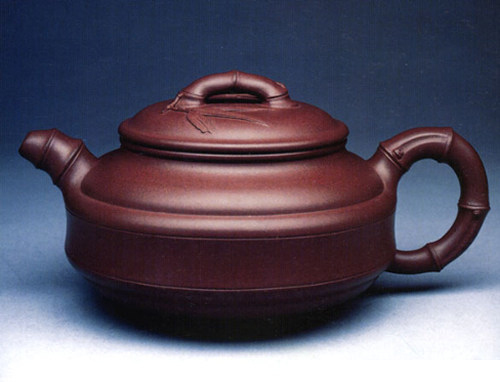
顧景舟（英語版）作 回文竹壺